# Francisco Castillo Nájera
Francisco Castillo Nájera (Durango, 25 de noviembre de 1886 - Ciudad de México, 20 de diciembre de 1954) fue un médico, diplomático y académico mexicano. Fue secretario de Relaciones Exteriores durante el gobierno de Manuel Ávila Camacho de 1945 a 1946.

## Biografía
Médico por la Universidad Nacional de México, de 1918 a 1919, dirigió el Hospital Juárez de Durango y al año siguiente fue nombrado director de la Escuela Médica del Ejército Mexicano durante la Revolución mexicana, Durante tres periodos consecutivos fue representante de México en la antigua Sociedad de Naciones, ocupó el puesto de presidente de la Asamblea General de 1934 a 1935. Firmó el Pacto Roerich en México el 15 de abril de 1935. Fue ministro plenipotenciario de México en China, Bélgica, Holanda, Suecia y Francia. Fue embajador de México en Estados Unidos de 1935 a 1945, periodo en el que se efectuó la Expropiación petrolera. Del 1 de octubre de 1945 al 30 de noviembre de 1946 fue secretario de Relaciones Exteriores, durante esta época México se incorporó a la Organización de las Naciones Unidas, además de ocurrir el rompimiento de relaciones diplomáticas entre México y España por el ascenso de Francisco Franco.
Fue miembro de la Academia Mexicana de Medicina desde 1920, fue presidente de la misma en 1927. Fue nombrado miembro correspondiente de la Academia Mexicana de la Lengua el 27 de septiembre de 1946, posteriormente fue designado miembro de número, tomó posesión de la silla XXII el 12 de junio de 1953 con el discurso "El español que se habla en México". Murió el 20 de diciembre de 1954 en la Ciudad de México siendo presidente de la Comisión Nacional Bancaria y de Valores.